# Odd Harald Hovland
Odd Harald Hovland (* 29. September 1962) ist ein norwegischer Politiker der sozialdemokratischen Arbeiderpartiet (Ap). Seit 2021 ist er Abgeordneter im Storting.

## Leben
Hovland besuchte von 1978 bis 1981 das Gymnasium in Åsane. Anschließend arbeitete er bis 1982 bei der Post, bevor er bis 1983 eine Militärschule besuchte. Danach diente er ein Jahr beim norwegischen Militär. Zwischen 1984 und 1986 besuchte er die Polizeischule und begann danach als Polizist zu arbeiten. Als solcher war er unter anderem in Bømlo und Stord tätig. Hovland besuchte in den Jahren von 2004 bis 2007 die Polizeihochschule. In den Jahren von 2007 bis 2019 saß Hovland im Kommunalparlament von Bømlo, wo er ab 2011 als Bürgermeister fungierte.
Hovland zog bei der Parlamentswahl 2021 erstmals in das norwegische Nationalparlament Storting ein. Dort vertritt er den Wahlkreis Hordaland und wurde Mitglied im Justizausschuss. Im Vorfeld der Stortingswahl 2025 gelang es ihm nicht, erneut einen Platz auf der Arbeiderpartiet-Wahlliste in seinem Wahlkreis zu erhalten.